# Hartstilstand
Bij een hartstilstand pompt het hart het bloed niet meer rond. Dit heeft tot gevolg dat alle cellen verstoken blijven van zuurstof. Vooral de cellen in de hersenen zullen hierdoor snel afsterven (binnen enkele minuten). In professionele kringen wordt dit meestal circulatiestilstand genoemd daar er meerdere oorzaken kunnen zijn voor het uitblijven van zuurstofcirculatie. De meestvoorkomende oorzaak is het optreden van ventrikelfibrilleren; dit is het chaotisch, ongecontroleerd trillen van de hartspier in plaats van de normale gecoördineerde samentrekkingen. Een effectief pompen van bloed door de (slag)aderen blijft daardoor uit.
Een acute hartstilstand treft jaarlijks 0,1% van de westerse samenleving; 80% van de gevallen vindt thuis plaats en 20% bijvoorbeeld op het werk of tijdens de sport. De overlevingskansen van een slachtoffer nemen af met 10% per minuut. Permanente schade wordt beperkt gehouden wanneer direct gestart wordt met reanimeren, defibrilleren en stabiliseren van het slachtoffer. 
Een hartstilstand kan de volgende oorzaken hebben:
- een ademhalingsstilstand, waardoor de hartspier geen zuurstof meer heeft om door te kloppen;
- veel bloedverlies waardoor er geen bloed meer is om rond te pompen;
- een hartinfarct dat tot ernstige hartritmestoornissen leidt;
- elektrocutie waarbij een stroomstoot de werking van de hartspier verstoort;
- een harttamponnade, vollopen van het pericard met vloeistof, waardoor het hart zich niet kan vullen;
- beschadiging van het hart door een verwonding (messteek, kogelwond);
- een zieke hartspier (cardiomyopathie);
- een genetische afwijking waardoor ventrikelfibrilleren spontaan optreedt.[2]

Soms vertoont het hart nog wel elektrische activiteit maar geen effectieve pompwerking meer (elektromechanische dissociatie).
Een hartstilstand kan vaak opgeheven worden door reanimatie. Het spreekt vanzelf dat dit onmiddellijk moet gebeuren. Activiteiten waardoor het aantal overlevenden van een hartstilstand is vergroot:
- meer kennis van effectieve reanimatie bij het publiek;
- het gebruik van de defibrillator;
- betere bekendheid van het noodnummer 112 (Europees);
- nieuwe behandelingsmogelijkheden van slachtoffers.

Bij mensen die een zeer grote kans lopen om (weer) een hartstilstand te krijgen wordt meestal een implanteerbare cardioverter-defibrillator geïmplanteerd. De kans op een hartstilstand neemt met de leeftijd toe.

## Hypothermia after Cardiac Arrest-studie

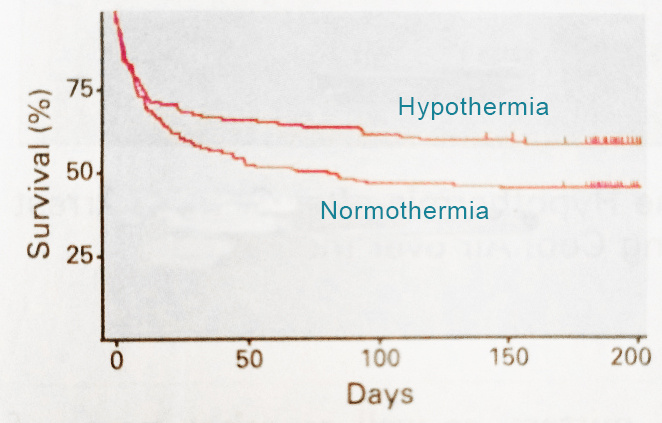
Kaplan Meier Overlevingscurve. De groep patiënten behandeld met koeling (zie bovenste curve) toont een statistisch significant betere overlevingskans dan de groep die niet gekoeld werd (zie onderste curve). De Y-as toont de overleving. De X-as de tijd verlopen na de hartstilstand.

Van 1996 tot 2001 was de spoedgevallendienst van het AZ Sint-Jan Brugge een van de negen Europese centra die meewerkten aan de Hypothermia after Cardiac Arrest-studie (HACA). Deze multicentrische gerandomiseerde studie toonde aan dat wanneer patiënten na een ventrikelfibrillatie 24 uur gekoeld worden naar een centrale lichaamstemperatuur tussen 32 en 34°C, de neurologische schade aanzienlijk beperkt kon worden en de overleving verhoogde.
Het idee van therapeutische koeling is dat het de stofwisseling tijdelijk dempt en op die manier onherstelbare celschade ten gevolge van doorgedreven biochemische reacties voorkomt, zoals nefaste interacties met vrije zuurstofradicalen die vrijkomen na zuurstoftekort evenals triggeren van apoptose (geprogrammeerde celdood).